# Dominic Roche
Dominic Roche (11 de setembro de 1902 – 9 de janeiro de 1972) foi um ator e dramaturgo britânico.

## Filmografia selecionada
- My Wife's Lodger (1952)[2]
- What Every Woman Wants (1954)
- The Quare Fellow (1962)
- Paddy (1970)